# Machtsum
Machtsum ist eine Ortschaft der Gemeinde Harsum im niedersächsischen Landkreis Hildesheim.

## Geografie
Die Ortschaft liegt im Südosten des Gemeindegebiets an der Straße nach Bettmar. Der Neue Graben, örtlich auch „Rotte“ genannt, fließt am Ort vorbei.

## Geschichte
Die früheste urkundliche Erwähnung dürfte die eines Ortes Maghtersheim in einer Urkunde des Klosters Lamspringe aus dem Jahr 1149 sein. Bodenfunde belegen jedoch eine Siedlungsgeschichte, die weit vor alle Aufzeichnungen zurückreicht. Machtsum gehörte zum Hochstift Hildesheim und zur Dompropstei, besaß jedoch nur eine Kapelle und war kirchlich Filialgemeinde von Borsum. Wie in Borsum führten auch hier Jesuiten nach dem Dreißigjährigen Krieg die Katholische Reform durch.
Im Jahre 1857 wurde das Dorf durch einen Großbrand fast vollständig zerstört. Der Wiederaufbau erfolgte planmäßig und mit großen Abständen zwischen den einzelnen Gehöften, um eine solche Katastrophe in Zukunft zu verhindern. Die so entstandenen großen Bauerngärten und der alte Baumbestand führten zu einigen Auszeichnungen aufgrund des reizvollen Dorfbildes. Machtsum war und ist vorwiegend landwirtschaftlich geprägt und hat ein reges Vereinsleben.

### Eingemeindungen
Zur Gebietsreform in Niedersachsen wurde Machtsum am 1. März 1974 in die Gemeinde Harsum eingegliedert.

### Einwohnerentwicklung
| Jahr | Einwohner | Quelle |
| ---- | --------- | ------ |
| 1910 | 393       | [ 4 ]  |
| 1925 | 442       | [ 5 ]  |
| 1933 | 417       | [ 5 ]  |
| 1939 | 383       | [ 5 ]  |
| 1950 | 724       | [ 6 ]  |
| 1956 | 560       | [ 6 ]  |
| 1973 | 580       | [ 7 ]  |

| Jahr | Einwohner | Quelle |
| ---- | --------- | ------ |
| 1980 | 540       | [ 1 ]  |
| 1990 | 550       | [ 1 ]  |
| 2000 | 610       | [ 1 ]  |
| 2010 | 542       | [ 1 ]  |
| 2015 | 518       | [ 1 ]  |
| 2020 | 481       | [ 8 ]  |
| 2023 | 489       | [ 8 ]  |

|  |

## Politik

### Ortsrat
Der Ortsrat, der den Ortsteil Machtsum vertritt, setzt sich aus fünf Mitgliedern zusammen. Die Ratsmitglieder werden durch eine Kommunalwahl für jeweils fünf Jahre gewählt.
Bei der Kommunalwahl 2021 ergab sich folgende Sitzverteilung:
- Wählergruppe "Gemeinsam für Machtsum": 5 Sitze

### Ortsbürgermeister
Die Ortsbürgermeisterin ist Manuela Vollmer (CDU). Ihr Stellvertreter ist Marcus Langlott (UWM).

### Wappen
| Wappen von Machtsum | Blasonierung: „Geteilt von Silber und Gold, oben zwei ineinander verschlungene rote Ringe, unten zwei oben gewellte schwarze Balken.“ |
| Wappen von Machtsum | Wappenbegründung: In der heutigen Machtsumer Feldmark lag einst das Dorf Edessem, das wohl bedeutender als Machtsum war. Da aus Machtsums Vergangenheit kein Siegel vorhanden ist, war man bei der Schaffung des Wappens auf eigene Gestaltungskraft angewiesen. Man schuf ein Wappenbild, das die Verbindung der Fluren von Machtsum und Edessem zu einer einzigen Feldmark darstellt. Ringe und Balken versinnbildlichen die beiden Gemarkungen, die sich vereint haben. Die Wellen erzählen von der Zeit vor der Verkoppelung, von Hochäckern und Ackerteilung in alter Zeit. Die schwarze Tingierung der Balken erinnert an den schwarzen, fruchtbaren Boden der beiden Fluren. |

## Kultur und Sehenswürdigkeiten
- Die Bockwindmühle Machtsum wurde 1638 vor Wirringen errichtet und kam 1888 durch Kauf nach Machtsum.[12]
- Die heutige neuromanische Pfarrkirche St. Nikolaus entstand 1896. Seit dem 1. November 2014 gehört sie zur Pfarrei St. Martinus mit Sitz in Borsum.

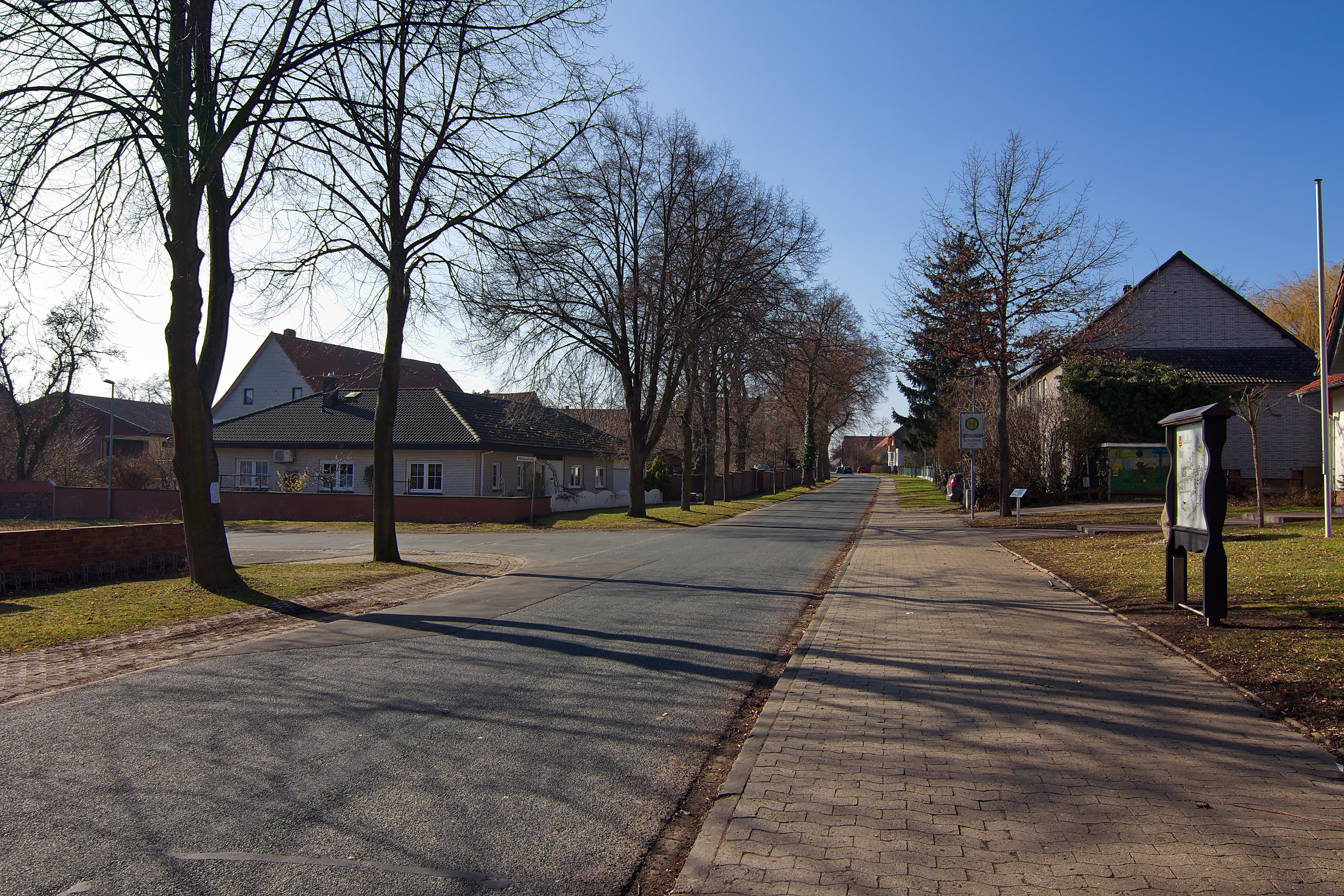
Ortsblick
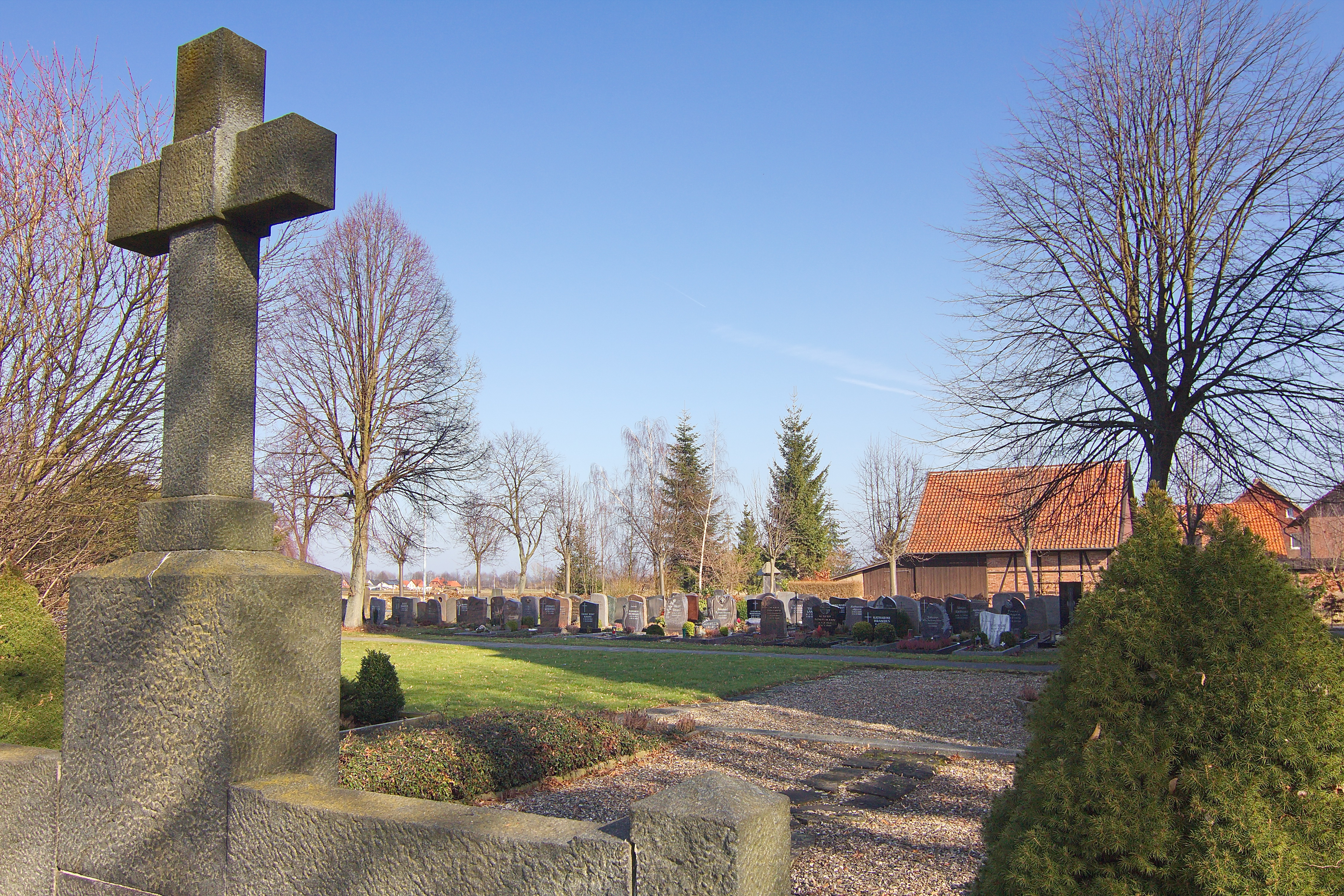
Friedhof
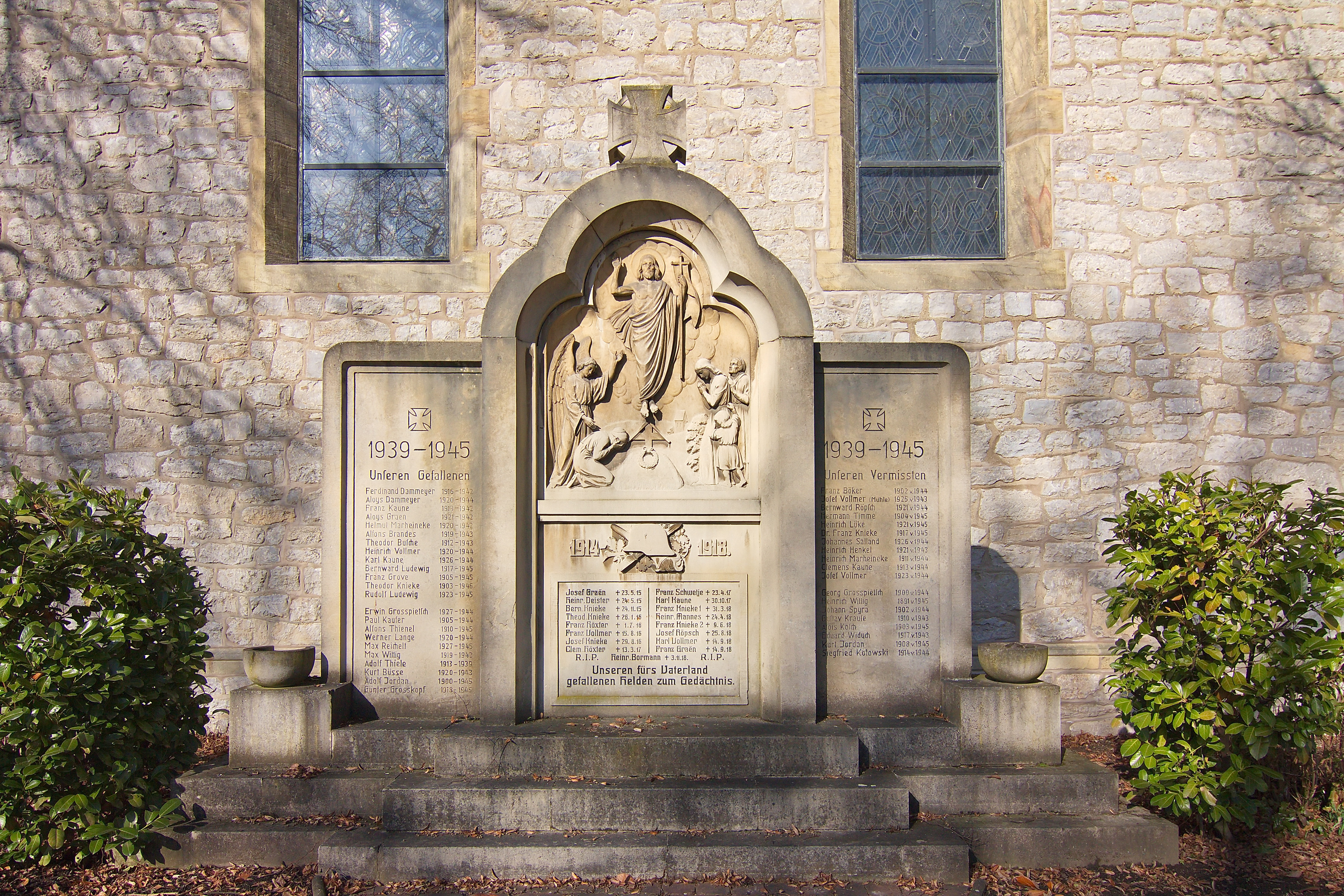
Kriegerdenkmal an der St.-Nikolaus-Kirche
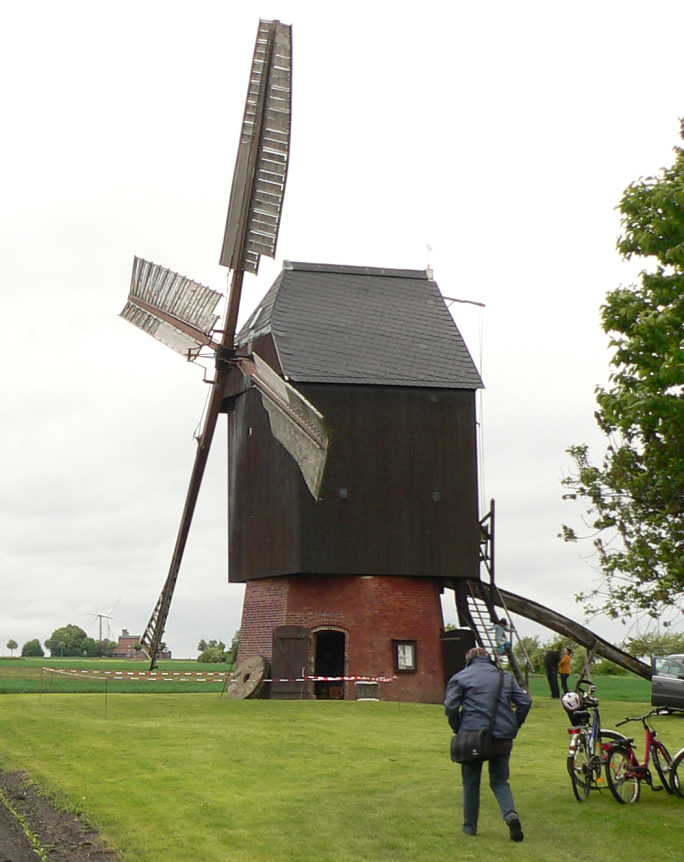
Bockwindmühle Machtsum am Deutschen Mühlentag 2013

## Verkehr
Machtsum ist durch die Buslinie Hildesheim–Soßmar des Regionalverkehr Hildesheim angebunden.

## Persönlichkeiten
Personen, die mit dem Ort in Verbindung stehen
- Richard Herzig (1851–1934), Architekt und preußischer Baubeamter, er baute 1896 die katholische St.-Nikolaus-Kirche in Machtsum
- Johann Blankemeyer (1898–1982), Politiker (NSDAP), verstarb in Machtsum